# Edward deGraffenried

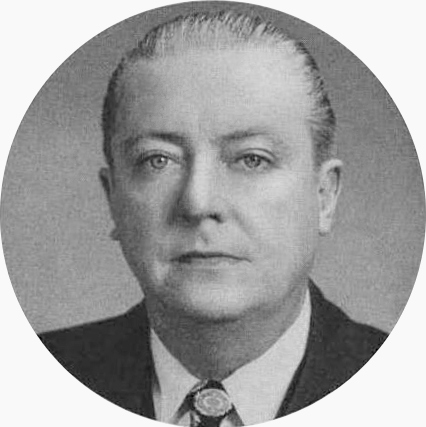
Edward deGraffenried

Edward deGraffenried (* 30. Juni 1899 in Eutlaw, Greene County, Alabama; † 5. November 1974 in Tuscaloosa, Alabama) war ein US-amerikanischer Rechtsanwalt und Politiker (Demokratische Partei).

## Werdegang
Edward deGraffenried graduierte 1917 an der Militärakademie in Gulfport (Mississippi). Ferner diente er während des Ersten Weltkrieges als Private in der US-Army. Er wurde am 5. Dezember 1918 bei Camp Pike in Arkansas entlassen. Dann ging er auf die juristische Fakultät der University of Alabama in Tuscaloosa, wo er 1921 seinen Abschluss machte. Seine Zulassung als Anwalt bekam er im Juni 1921 und fing dann in Tuscaloosa an zu praktizieren. Er war von 1927 bis 1934 und noch einmal von 1943 bis 1947 als Solicitor am 6. Gerichtsbezirk von Alabama tätig. Bei seinen Wiederwahlversuchen 1934 und 1938 in das Amt erlitt er beide Male eine Niederlage. Er kandidierte 1946 erfolglos um eine demokratische Nominierung für den 80. US-Kongress, wurde aber dann in den 81. US-Kongress gewählt und in den 82. US-Kongress wiedergewählt. Bei seinem zweiten Wiederwahlversuch 1952 in den 83. US-Kongress erlitt er eine Niederlage. Er war im US-Repräsentantenhaus vom 3. Januar 1949 bis zum 3. Januar 1953 tätig. Danach ging er seiner Tätigkeit als Anwalt nach, die er bis zu seiner Pensionierung kurz vor seinem Tod ausübte. Er wurde auf dem Evergreen Cemetery beigesetzt.